# Omicidio di Honorah Rieper
L'omicidio di Honorah Ripeer, noto anche come caso di omicidio Parker-Hulme, è un caso di cronaca avvenuto a Christchurch, in Nuova Zelanda, il 22 giugno 1954. L'omicidio fu perpetrato dalle adolescenti Pauline Parker, figlia della vittima, allora sedicenne, e dalla sua migliore amica Juliet Hulme, quindicenne. Il caso ricevette una più ampia attenzione da parte del pubblico dopo l'uscita del film Creature del cielo di Peter Jackson del 1994.

## Contesto
Pauline Yvonne Parker nacque il 26 maggio 1938, in una classe sociale operaia. I genitori, Herbert Rieper e Honorah Parker, pur convivendo non erano ufficialmente sposati, come emerse durante il processo. Juliet Hulme, invece, nacque a Londra nel 1938 e si trasferì in Nuova Zelanda nel 1948 con la famiglia. Il padre Henry era un fisico che divenne rettore dell'Università di Canterbury, la quale fornì loro un alloggio.
Le due ragazze frequentarono entrambe la Christchurch Girls' High School e si incontrarono quando erano adolescenti. Entrambe avevano sofferto da bambine di gravi malattie (Parker di osteomielite e Hulme di tubercolosi) e ciò costituì la base del loro rapporto. Secondo i resoconti della Parker, le due romanticizzavano l'idea della malattia.
Man mano che la loro amicizia si sviluppava, le ragazze costruivano un'elaborata vita fantastica in un mondo immaginario chiamato "Quarto Mondo", una sorta di dimensione parallela corrispondente al Paradiso, scrivendo su di esso opere teatrali, libri e altre storie. Inventarono anche una religione personale, con idee proprie sulla moralità, rifiutarono il cristianesimo e adorarono santi da loro inventati. L'intensità del loro legame portò i genitori di Parker a temere che si trattasse di una relazione omosessuale, allora considerata una malattia mentale. Nonostante le preoccupazioni nutrite anche dagli Hulme, alle ragazze fu permesso di continuare a frequentarsi e Parker venne invitata diverse volte in vacanza con gli Hulme.
Nel 1953, durante le vacanze estive, Pauline non fu invitata a partire con la famiglia Hulme come negli anni precedenti, e la ragazza ne soffrì al punto di ammalarsi. Nel 1954 i genitori di Hulme si separarono; il padre dovette dimettersi dalla carica di rettore universitario a causa di problemi con i docenti e con il consiglio, mentre la madre venne coinvolta in una relazione extraconiugale. La famiglia decise di tornare in Inghilterra, mentre Juliet sarebbe stata mandata a vivere con dei parenti in Sud Africa, apparentemente per migliorare la sua salute cagionevole.
Le ragazze furono sconvolte alla prospettiva di separarsi e decisero che anche Pauline sarebbe dovuta andare in Sud Africa; ritennero che, mentre gli Hulme avrebbero accettato ciò, Honorah si sarebbe rifiutata di permettere alla figlia di partire, quindi progettarono un piano per uccidere la madre di Parker, da loro vista come l'unico ostacolo che impedisse loro di rimanere insieme. Le due intendevano andare in Sud Africa per poi dirigersi a Hollywood o a New York per pubblicare i loro scritti e fare carriera nel cinema.

## L'omicidio
Il pomeriggio del 22 giugno 1954, Parker e Hulme presero il tè pomeridiano con Honorah Rieper in un chiosco a Victoria Park, a Christchurch. Dopo aver mangiato, camminarono attraverso un'area boscosa del parco a circa 130 metri lungo il sentiero, dove le due ragazze aggredirono Rieper, percuotendola a morte con mezzo mattone infilato in una vecchia calza. Dopo aver commesso l'omicidio, le due ragazze, coperte di sangue, corsero nuovamente al chiosco del tè e dissero ai proprietari che Rieper era caduta e aveva battuto la testa.
Il corpo della donna venne ritrovato a Victoria Park con gravi lacerazioni alla testa, sul collo e sul viso, oltre che lievi ferite alle dita. La polizia scoprì rapidamente l'arma del delitto nei boschi vicini, quindi il racconto delle ragazze sulla morte di Rieper venne immediatamente smentito.

## Processo e condanna
Prima del processo, Parker era conosciuta come Pauline Rieper. Sua madre viveva con suo padre, Herbert Rieper, ma le indagini della polizia hanno rivelato che in realtà non erano sposati. Così, durante il processo, sia Honorah che Pauline furono chiamate con il cognome "Parker".
Il processo fu estremamente eclatante, in particolar modo per le speculazioni che generò sul possibile lesbismo e follia delle assassine. Parker e Hulme furono condannate il 28 agosto 1954; essendo troppo giovani per essere condannate a morte, trascorsero cinque anni in prigione. Juliet Hulme scontò la sua pena nella prigione di Mount Eden ad Auckland. Alcune fonti affermano che furono rilasciate a condizione che non si contattassero mai più, ma Sam Barnett, allora ministro della Giustizia, disse ai giornalisti che non esisteva tale condizione. Il rilascio di Hulme fu incondizionato e lei raggiunse immediatamente suo padre in Italia, mentre Parker fu messa in libertà condizionale per sei mesi in Nuova Zelanda, dopodiché lasciò il Paese.
Meno di quattro mesi dopo, l’omicidio fu considerato come una prova evidente del declino morale dal Comitato speciale sulla delinquenza nei bambini e negli adolescenti in quello che divenne noto come Rapporto Mazengarb, dal nome del suo presidente, Ossie Mazengarb.

## Dopo il rilascio
Dopo il suo rilascio dalla prigione, a Parker venne data una nuova identità come Hilary Nathan, e trascorse un po' di tempo in Nuova Zelanda sotto stretta sorveglianza prima di poter partire per l'Inghilterra. Almeno dal 1992 ha vissuto nel piccolo villaggio di Hoo, vicino a Strood, nel Kent, gestendo una scuola di equitazione per bambini. Da adulta è diventata una devota cattolica romana sebbene non abbia mai parlato alla stampa, in una dichiarazione rilasciata nel 1996 tramite la sorella espresse un forte rimorso per aver ucciso sua madre. Sua sorella ha inoltre affermato che: "Pauline ha commesso il crimine più terribile e ha passato 40 anni a ripagarlo tenendosi lontana dalle persone e facendo le sue piccole cose... Dopo quello che ha fatto, ne è stata molto dispiaciuta. Le ci sono voluti cinque anni per rendersi conto di quello che aveva fatto."
Dopo il suo rilascio dalla prigione, la Hulme trascorse del tempo in Inghilterra e negli Stati Uniti, per poi stabilirsi in Scozia e diventare una scrittrice di libri gialli e storici sotto lo pseudonimo di Anne Perry. Era membro della Chiesa di Gesù Cristo dei Santi degli Ultimi Giorni dal 1968 circa. Fino al 1994, non era noto che Perry fosse Hulme prima che dei giornalisti indagassero su di lei dopo l'uscita del film. Nel marzo 2006, Hulme dichiarò in un'intervista che, sebbene la sua relazione con Parker fosse ossessiva, non erano lesbiche.
Juliet Hulme è morta il 10 aprile 2023, all'età di 84 anni, senza che lei e Parker si fossero mai incontrate di nuovo dopo la condanna.

## Nella cultura generale
- Il film francese Mais ne nous délivrez pas du mal (Non liberarci dal male) del 1971 è ispirato al caso di cronaca.
- Il film Creature del cielo (1994) del regista neozelandese Peter Jackson ha portato l'identità di Anne Perry a essere resa pubblica.
- Il caso fu romanzato nel 1958 come The Evil Friendship da Marijane Meaker con lo pseudonimo di Vin Packer.
- Nel 2011 Alexander Roman ha completato un documentario intitolato Reflections of the Past  in cui Pauline Parker è interpretata da Alice Drewitt. È stato presentato in anteprima il 9 maggio alla Lincoln University (al posto del Rialto Cinema, chiuso a causa del terremoto di Christchurch del febbraio 2011)